# Rangi (langue)
Pour les articles homonymes, voir Rangi.
Le rangi ou langi est une langue bantoue parlée par les Rangi en Tanzanie. 

## Écriture
Un alphabet rangi est utilisé pour l’alphabétisation.
| Lettres             | a | b | ch | d | e | f | g | h | i | ɨ | j  | k | l | m | n | ng’ | ny | o | p | r | s | sh | t | u | ʉ | v | w | y | z |
| Prononciation (API) | a | b | tɕ | d | ɛ | f | g | h | i | ɪ | dʑ | k | l | m | n | ŋ   | ɲ  | ɔ | p | ɾ | s | ʃ  | t | u | ʊ | v | w | j | z |

Les voyelles longues sont notées en doublant la lettre, par exemple ‹ aa ›.
Le ton haut est indiqué avec l’accent aigu sur la lettre de la voyelle, par exemple ‹ á ›.
Les consonnes prénasalisées sont notées avec les digrammes :  ‹ mb, mp, nd, nk, nt ›.
Les consonnes labialsiées et palatalisées, par exemple [mʷ] ou [mʲ], sont notées respectivement ‹ mw › et ‹ my ›.
La palatalisation de la consonne nasale dentale voisée [n̪] est notée avec ‹ n’y › pour la distinguée de la consonne nasale palatale voisée [ɲ].